# Artaxerxes II

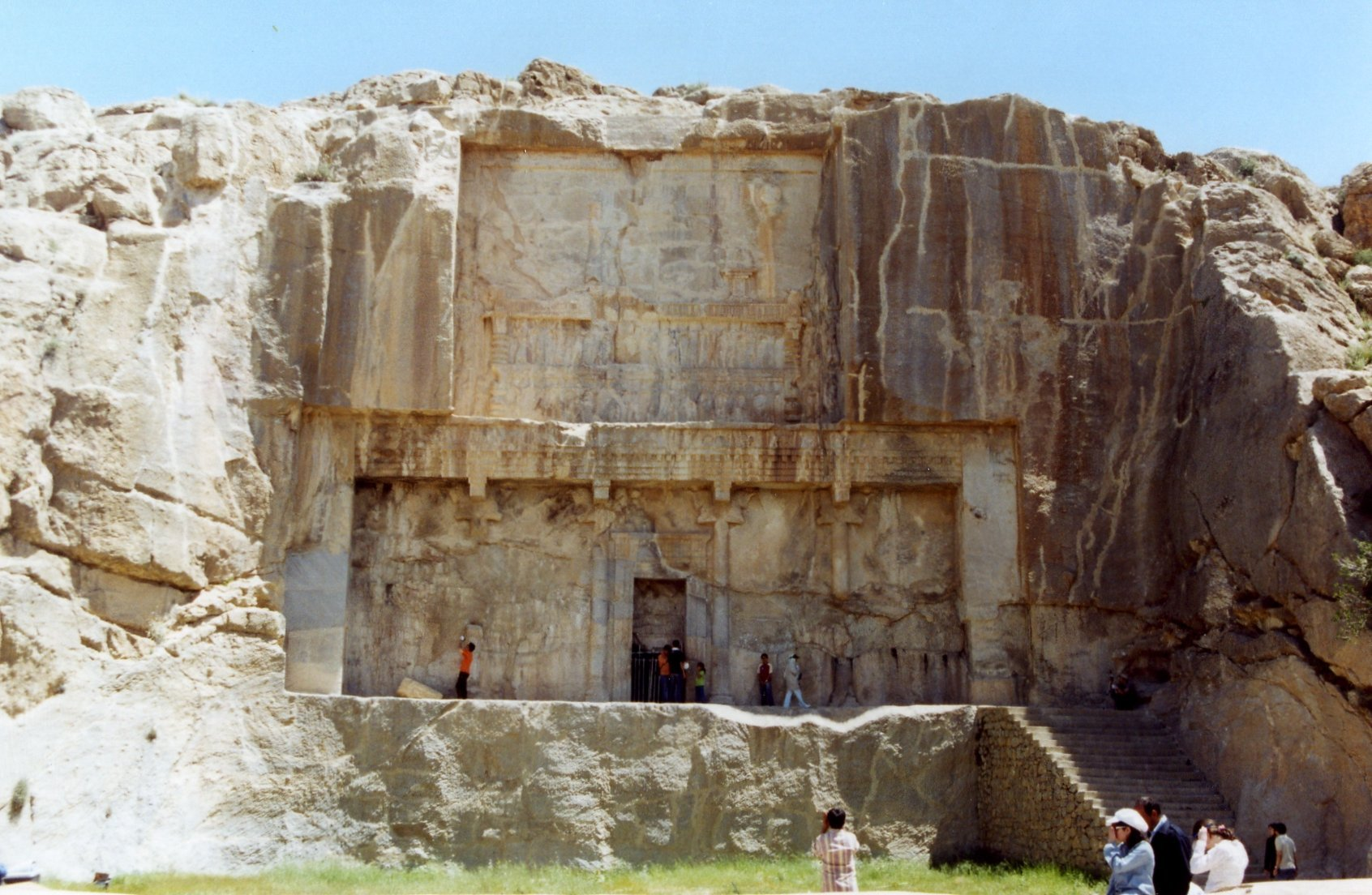
Artaxerxes II:s grav i Persepolis

Artaxerxes II, av grekerna kallad Μνήμων (Mnemon, "Den minnesgode"), var kung över det Persiska riket från år 404 f.Kr. till sin död, år 358 f.Kr. Han var son till Dareios II och Parysatis och sonson till Artaxerxes I.

## Kyros uppror
I början av sin regering tvingades Artaxerxes nedkämpa ett uppror från sin yngre bror Kyros, som var modern Parysatis favorit. Kyros hade tagit hjälp av grekiska legotrupper för att erövra tronen från Artaxerxes. Det avgörande slaget vid Kunaxa skulle med grekernas hjälp ha slutat med seger för Kyros, om han inte själv hade fallit i slaget. Grekernas återtåg leddes av Xenofon, som sedan skildrade det i sin Anabasis.

## Krig med grekerna
Senare startade Sparta krig mot perserna, och deras kung Agesilaos II hade till att börja med framgång, men lyckan vände efter att Artaxerxes år 395 f.Kr. betalade Aten, Thebe, Korinth och Argos för att hjälpa honom. Kriget som därmed följde i Grekland är kända som Korinthiska kriget. Den atensk-persiska flottan under Konon segrade vid Knidos över spartanernas flotta, och vid Antalkidas fred 386 f.Kr. beseglades perserkungens herradöme över de grekiska staterna i Mindre Asien.
Greken Euagoras på Cypern gjorde uppror år 391 f.Kr., och upproret kuvades först 376 f.Kr. efter stora svårigheter, särskilt som det stöddes av Egypten, som omkring år 400 f.Kr. själva hade lösgjort sig ur persiskt herravälde.

## Satrapupproret
År 362 gjorde Ariobarzanes, satrap i Mysien och Frygien, och Orontes, satrap av Armenien, uppror mot Artaxerxes, det så kallade satrapupproret. Upproret stöddes av både Aten och Sparta, men tog slut när Ariobarzanes förråddes av sin son Mithradates och korsfästes.

## Hustrur
Artaxerxes sägs ha haft 350 hustrur och 115 söner. Hans huvudhustru var Stateira I, tills hon förgiftades av Artaxerxes mor Parysatis omkring 400 f.Kr. En annan viktig fru var den fokaiska kvinnan Aspasia.
Av kungens fyra söner dödades den äldste, Dareios, då han stod i begrepp att mörda fadern. Den andre i ordningen, Ariaspes, begick självmord eftersom den tredje brodern, Ochus, hade intalat honom att kungen ville låta döda honom. Även den yngste sonen, Arsames, mördades.